# Anas rubripes
Il germano nero americano, anatra nera americana o anatra zamperosse (Anas rubripes, Brewster 1902) è un uccello della famiglia degli Anatidi.